# Ogasawara Sadamune
Ogasawara Sadamune (小笠原貞宗, 1294–1350) est un noble japonais et une personnalité déterminante dans la formation du Ogasawara-ryū.

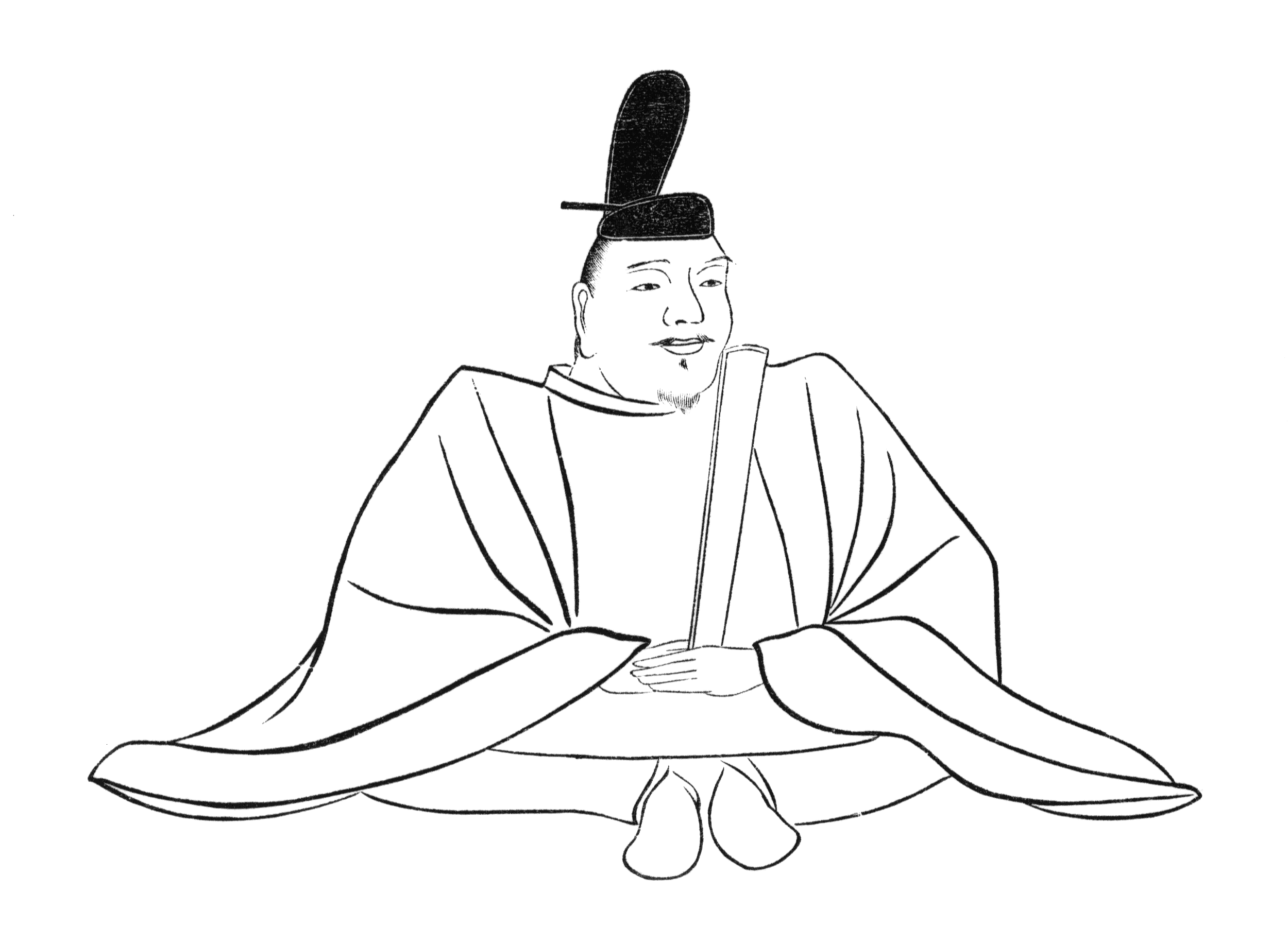
Statue d'Ogasawara Sadamune, dans la collection de Kamakura Zenkyoan

Proche allié d'Ashikaga Takauji, Ogasawara est nommé responsable de l'étiquette à la cour impériale. Sa conception de l'étiquette est influencée par Seisetsu Shōchō (Ch'ing-cho Cheng-ch'eng) avec qui Ogasawara étudie le bouddhisme zen et la littérature chinoise.
Devenu par héritage le chef de l'école familiale de kyujutsu et de yabusame, il est instructeur de tir à l'arc de Takauji et de l'empereur Go-Daigo. Il souligne l'importance du inuoumono (« tir sur chien ») dans la pratique de l'archerie, rédigeant même un traité (le Inuoumono mokuanbumi) sur le sujet,. Il est également l'auteur du Shinden kyūhō shūshinron, à présent considéré comme un classique du kyujutsu.
Bien qu'ayant formé l'emperor Go-Daigo, Ogasawara se range du côté de la Cour du nord au cours de l'époque Nanboku-chō et reçoit le contrôle de la province de Shinano. Il est chargé de repousser le prince Muenaga hors de la province de Kai.

## Source de la traduction
- (en) Cet article est partiellement ou en totalité issu de l’article de Wikipédia en anglais intitulé « Ogasawara Sadamune » (voir la liste des auteurs).